# Tachionowy antytelefon
Tachionowy antytelefon, znany również jako Paradoks Tolmana – hipotetyczne urządzenie, które można wykorzystać, aby wysłać sygnał w przeszłość. Albert Einstein w 1907 roku przeprowadził eksperyment myślowy, w którym pokazał, iż sygnały podróżujące z prędkością nadświetlną mogą prowadzić do paradoksów, w których efekt lub konsekwencję wydarzenia można spostrzec przed jego wystąpieniem. Ten sam problem w 1917 roku przedstawił Richard Chase Tolman.
Urządzenie mogące „telegrafować w przeszłość” zostało później nazwane „tachionowym antytelefonem” m.in. przez Gregoryego Benforda. Dzisiejsze rozumienie fizyki nie dopuszcza możliwości istnienia sygnałów poruszających się z prędkością nadświetlną.

## Podróż jednokierunkowa

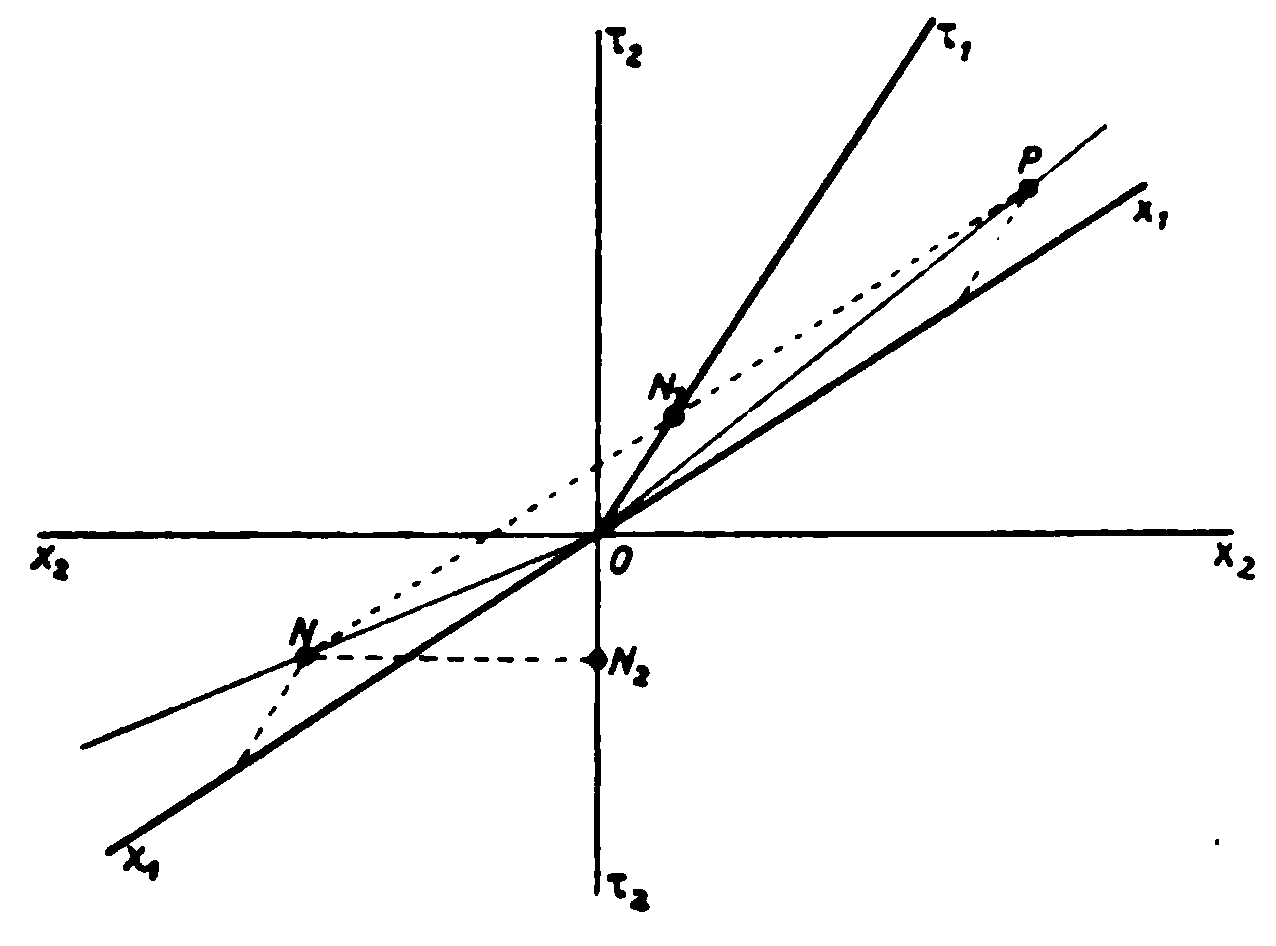
Problem ten został zilustrowany w 1911 roku przez Paula Ehrenfesta przy użyciu diagramu Minkowskiego. Sygnał zostaje wysłany w układzie B1 z prędkością bliskiej nieskończoności w dwa przeciwne kierunki ON i OP. W tym układzie O następuje przed N. Jednak w innym układzie B2 wydarzenie N następuje przed O.

Tolman użył następującej wariacji eksperymentu Einsteina:
Należy przyjąć, że w przestrzeni istnieją dwa punkty {\displaystyle A} i {\displaystyle B,} które dzieli pewna odległość. Z punktu {\displaystyle A} wysyłany jest sygnał z prędkością {\displaystyle a} w kierunku {\displaystyle B.} Wszystkie pomiary są wykonywane w układzie inercjalnym, gdzie wszystkie punkty są w spoczynku. Czas dostarczenia sygnału do {\displaystyle B} można wyliczyć następująco:
{\displaystyle \Delta t=t_{1}-t_{0}={\frac {B-A}{a}}.}
W opisanej sytuacji wydarzenie w punkcie {\displaystyle A} jest przyczyną wydarzenia w punkcie {\displaystyle B.} W układzie inercjalnym poruszającym się z prędkością {\displaystyle v} czas dostarczenia sygnału można wyliczyć na podstawie transformacji Lorentza:
{\displaystyle \Delta t'=t'_{1}-t'_{0}={\frac {t_{1}-vB/c^{2}}{\sqrt {1-v^{2}/c^{2}}}}-{\frac {t_{0}-vA/c^{2}}{\sqrt {1-v^{2}/c^{2}}}}={\frac {1-av/c^{2}}{\sqrt {1-v^{2}/c^{2}}}}\Delta t.}
Jest możliwe udowodnienie, że jeśli {\displaystyle a>c,} to niektóre wartości {\displaystyle \Delta t} mogą być ujemne. Innymi słowy, efekt wydarzenia w punkcie {\displaystyle A} następuje przed powstaniem wydarzenia (wysłany sygnał zostaje dostarczony przed jego wysłaniem).